# Jüdischer Friedhof (Leiwen)

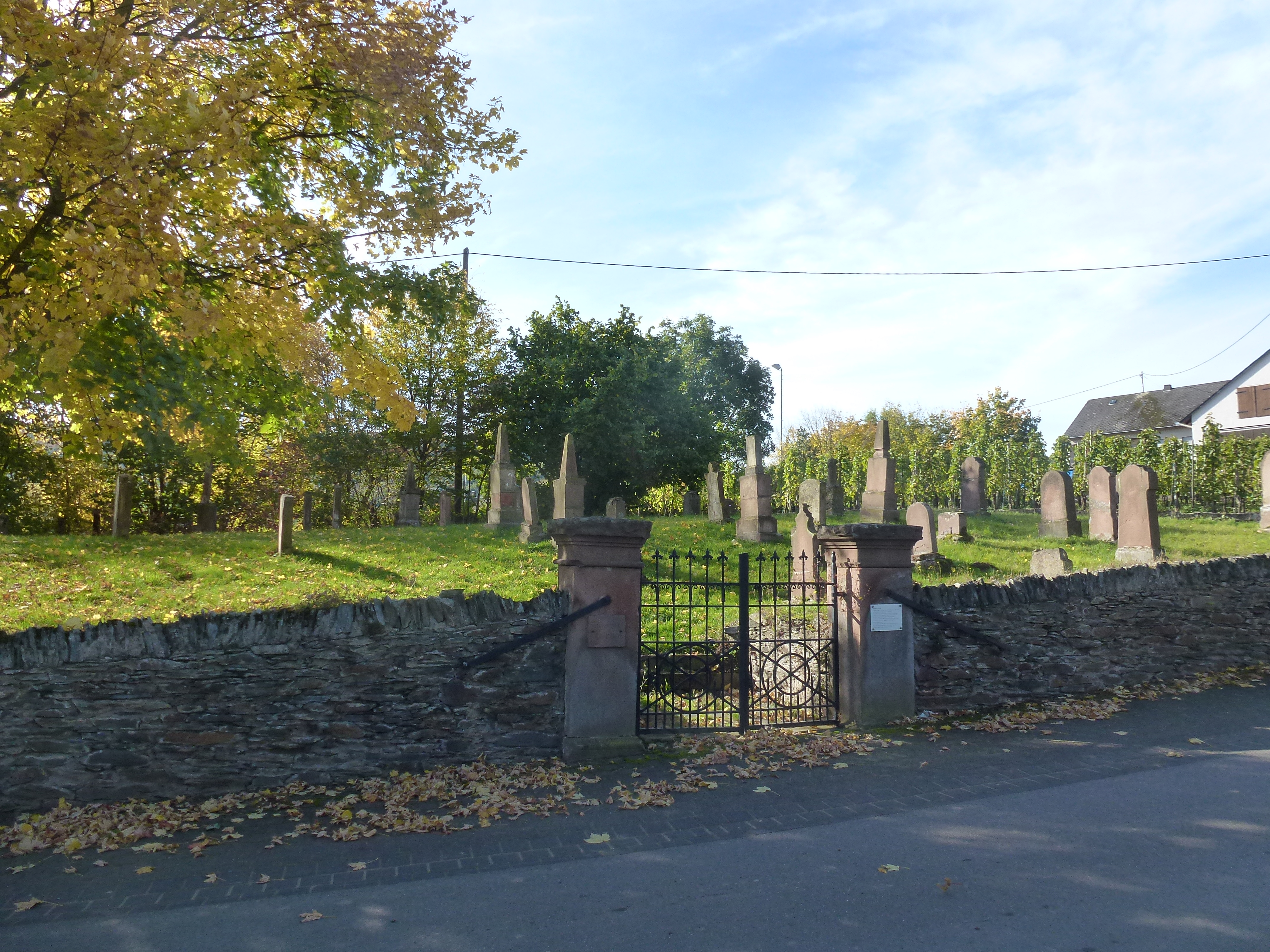
Jüdischer Friedhof Leiwen

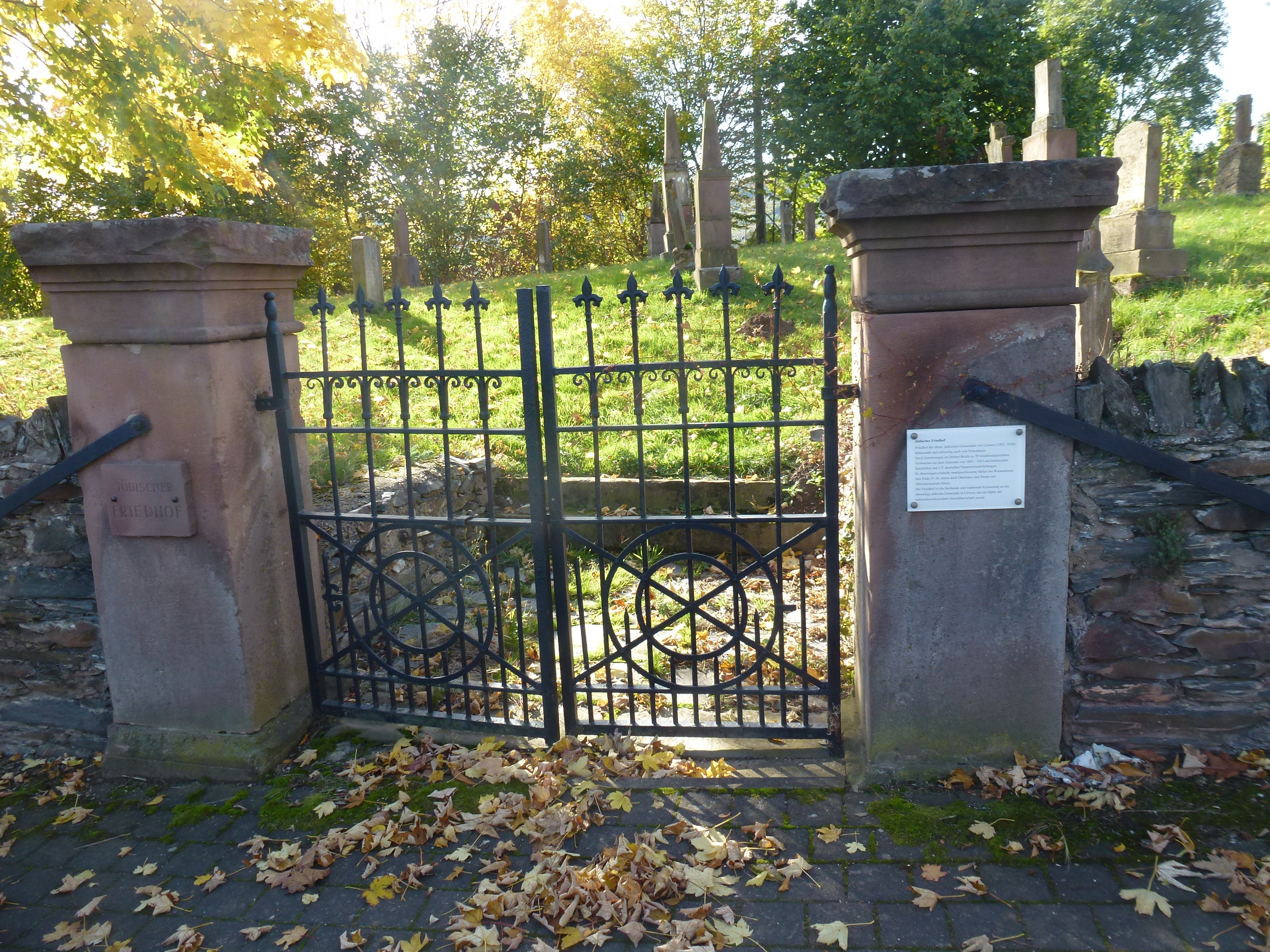
Eingang zum jüdischen Friedhof Leiwen

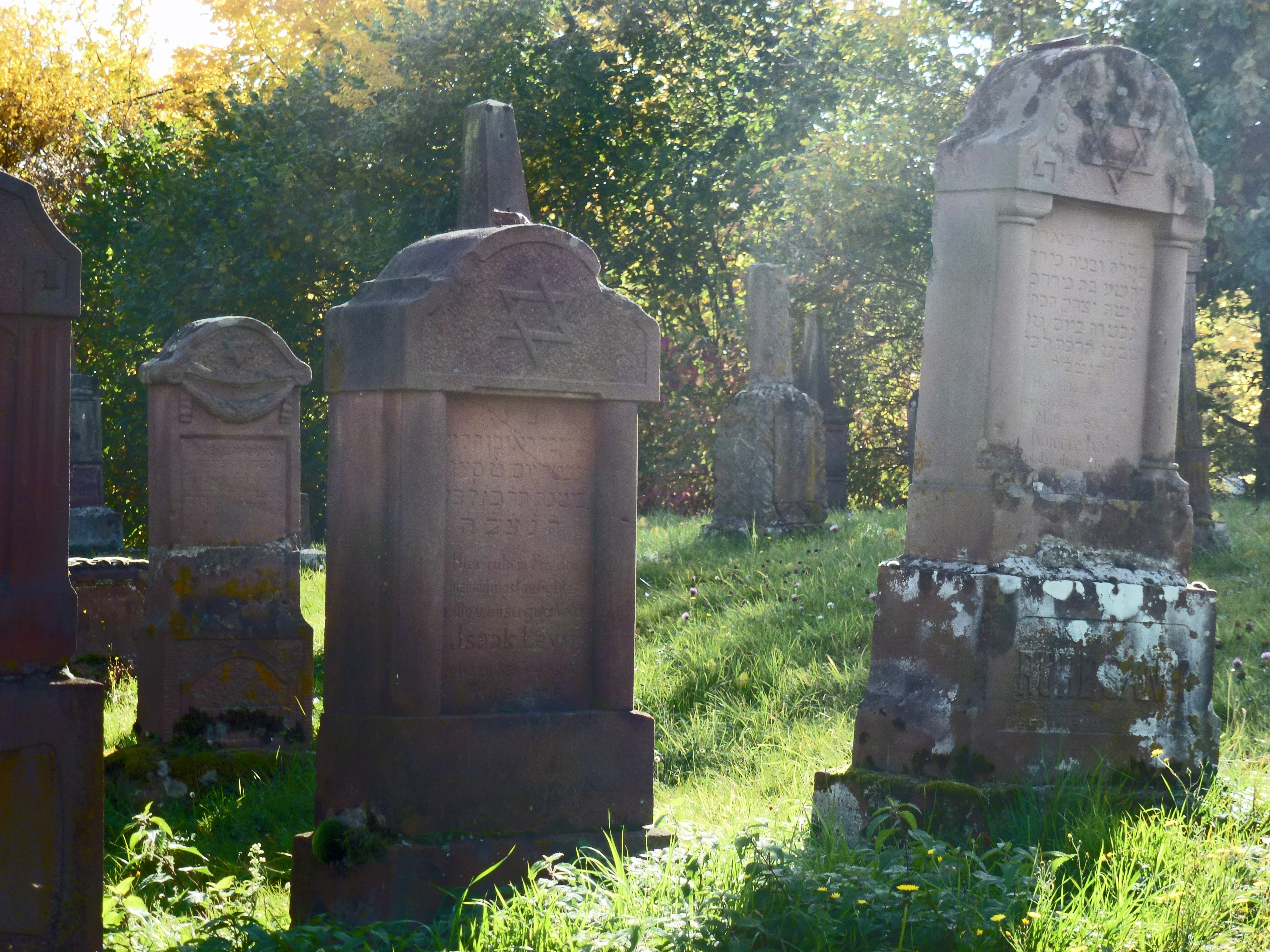
Grabsteine

Der Jüdische Friedhof Leiwen ist eine alte Begräbnisstätte der Juden in Leiwen, einer Gemeinde im Landkreis Trier-Saarburg in Rheinland-Pfalz. Der jüdische Friedhof ist ein geschütztes Kulturdenkmal.

## Geschichte
Wann der jüdische Friedhof in Leiwen errichtet wurde, ist nicht bekannt. Die heute noch erhaltenen ca. 50 Grabsteine (Mazewot) sind aus der Zeit zwischen 1863 und 1933. Auf dem Friedhof wurden nicht nur die Toten der jüdischen Gemeinde Leiwen, sondern auch der jüdischen Gemeinde Klüsserath bestattet. Ebenso bis 1898/99 die Toten der jüdischen Gemeinde Trittenheim, die dann einen eigenen jüdischen Friedhof errichtete.
Der Friedhof wurde in der Zeit des Nationalsozialismus teilweise zerstört und nach 1945 so weit wie möglich wiederhergestellt.
Auf der Informationstafel am rechten Pfeiler des Friedhofeingangs steht folgender Text: Friedhof der ehemaligen jüdischen Gemeinden von Leiwen (1592–1938), Klüsserath und zeitweilig auch von Trittenheim. Nach Zerstörungen im Dritten Reich ca. 50 wiederaufgerichtete Grabsteine aus dem Zeitraum von 1863 bis 1933 mit hebräischen Inschriften und zum Teil deutschen Namenswiederholungen. Es überwiegen einfache rundgeschlossene Stelen aus Rotsandstein. Seit Ende 19. Jahrhundert treten auch Obelisken und Steine mit Obeliskenaufsatz hinzu. Der Friedhof ist die bleibende und mahnende Erinnerung an die ehemalige jüdische Gemeinde in Leiwen, die ein Opfer der nationalsozialistischen Gewaltherrschaft wurde.